# Secamone tsingycola
Secamone tsingycola är en oleanderväxtart som beskrevs av J. Klackenberg. Secamone tsingycola ingår i släktet Secamone och familjen oleanderväxter. Inga underarter finns listade i Catalogue of Life.